# 3441 Pochaina
3441 Pochaina (1969 TS1) là một tiểu hành tinh vành đai chính được phát hiện ngày 8 tháng 10 năm 1969 bởi L. Chernykh ở Nauchnyj.